# Mikołaj Moczarski

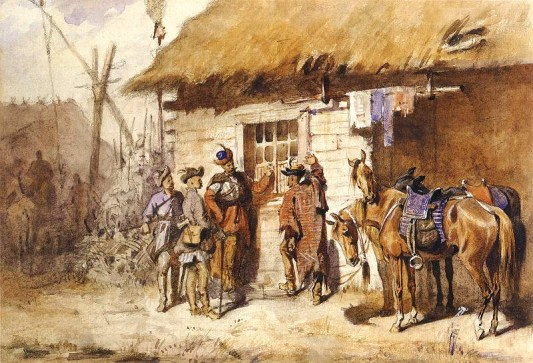
„Lisowczycy przed gospodą” – Józef Brandt

Mikołaj Moczarski zm. w grudniu 1637 – w bibliografii występujący także jako Mocarski, szlachcic polski herbu Łada, z ziemi wiskiej, pułkownik wojsk Rzeczypospolitej.
Dowódca pułku lisowczyków na żołdzie królewskim. We wrześniu 1626 pułk ten przybył jako wsparcie dla wojsk królewskich przeciwko Szwedom w bitwie pod Gniewem (w sile 2 chorągwi, 400 koni). Razem z prywatnymi chorągwiami kozackimi tworzył wówczas jazdę kozacką wojsk królewskich.
Podczas bitwy pod Czarnem 12–17 kwietnia 1627 Moczarski był dowódcą awangardy wojsk hetmana Stanisława Koniecpolskiego.
Zginął od postrzału Pawła Pawluka, herszta kozackiego, 16 grudnia 1637 podczas bitwy pod Kumejkami. Pochowany w Lublinie u oo. karmelitów bosych.